# Alphonse U Than Aung
Alphonse U Than Aung (1933 - 2004) là một Giám mục người Myanmar của Giáo hội Công giáo Rôma. Ông nguyên là Tổng giám mục chính tòa Tổng giáo phận Mandalay và Chủ tịch Hội đồng Giám mục Myanmar. Trước khi trở thành Tổng giám mục Mandalay, ông cũng từng giữ vị trí Giám mục phụ tá tại đây.

## Tiểu sử
Tổng giám mục Alphonse U Than Aung sinh ngày 1 tháng 8 năm 1933 tại Chanthaywa, thuộc Malaysia. Sau quá trình tu học dài hạn tại các cơ sở chủng viện theo quy định của Giáo luật, ngày 18 tháng 1 năm 1959, Phó tế U Than Aung, 26 tuổi, tiến đến việc được truyền chức linh mục. Tân linh mục là linh mục thuộc Tổng giáo phận Mandalay.
Sau hơn 15 năm thực hiện các công tác mục vụ với quyền hạn và trách vụ của một người linh mục, ngày 28 tháng 4 năm 1975, tin tức từ Tòa Thánh loan báo việc Giáo hoàng đã xem xét và tuyển lựa linh mục Alphonse U Than Aung, 42 tuổi, gia nhập vào giám mục đoàn Công giáo hoàn vũ, với vị trí Giám mục Phụ tá Tổng giáo phận Mandalay và danh hiệu Giám mục hiệu tòa Horrea. Lễ tấn phong cho vị tân giám mục được cử hành sau đó vào ngày 19 tháng 10 cùng năm, với phần nghi thức chính yếu được cử hành các trọng thể bởi 3 giáo sĩ cấp cao. Chủ phong vị giám mục tân cử là Tổng giám mục Edward Idris Cassidy, Quyền Sứ thần Tòa Thánh tại Bangladesh. Hai vị còn lại với vai trò phụ phong, gồm có Tổng giám mục Mandalay Aloysius Moses U Ba Khim và Tổng giám mục Gabriel Thohey Mahn-Gaby, Tổng giám mục Tổng giáo phận Rangoon.
Ba năm sau đó, ngày 25 tháng 9 năm 1978, Tòa Thánh loan báo việc đã chọn giám mục phụ tá Alphonse U Than Aung làm Tổng giám mục kế tiếp của Tổng giáo phận Mandalay. Sau gần 25 năm thực hiện các hoạt động tôn giáo với năng quyền là một Tổng giám mục chính tòa, Tổng giám mục Alphonse U Than Aung xin từ nhiệm, và Tòa Thánh đã chấp thuận thỉnh nguyện này, cho công bố vào ngày 3 tháng 4 năm 2002, đồng thời bổ nhiệm cho ông tước vị Tổng giám mục Hiệu tòa Chusira.
Ông qua đời sau đó vào ngày 2 tháng 11 năm 2004, thọ 71 tuổi.